# Нидэльва (река, впадает в Норвежское море)
Нидэльва (нюнорск и норв. Nidelva) — река в Норвегии. В некоторых источниках упоминается как «река Нид».
Высота истока — 157 м над уровнем моря. Уклон реки — 5,23 м/км.
Длина реки — 30 км, протекает Нидельва по территории фюльке Трёнделаг, впадая в Тронхеймс-фьорд. В устье расположен город Тронхейм.
Несмотря на сравнительно небольшую протяжённость, на реке расположено 6 ГЭС. Вместе с рекой Неа и озером Сельбусьё образует систему Неа-Нидельва.
Расход воды составляет 30 м³/с.

## Галерея

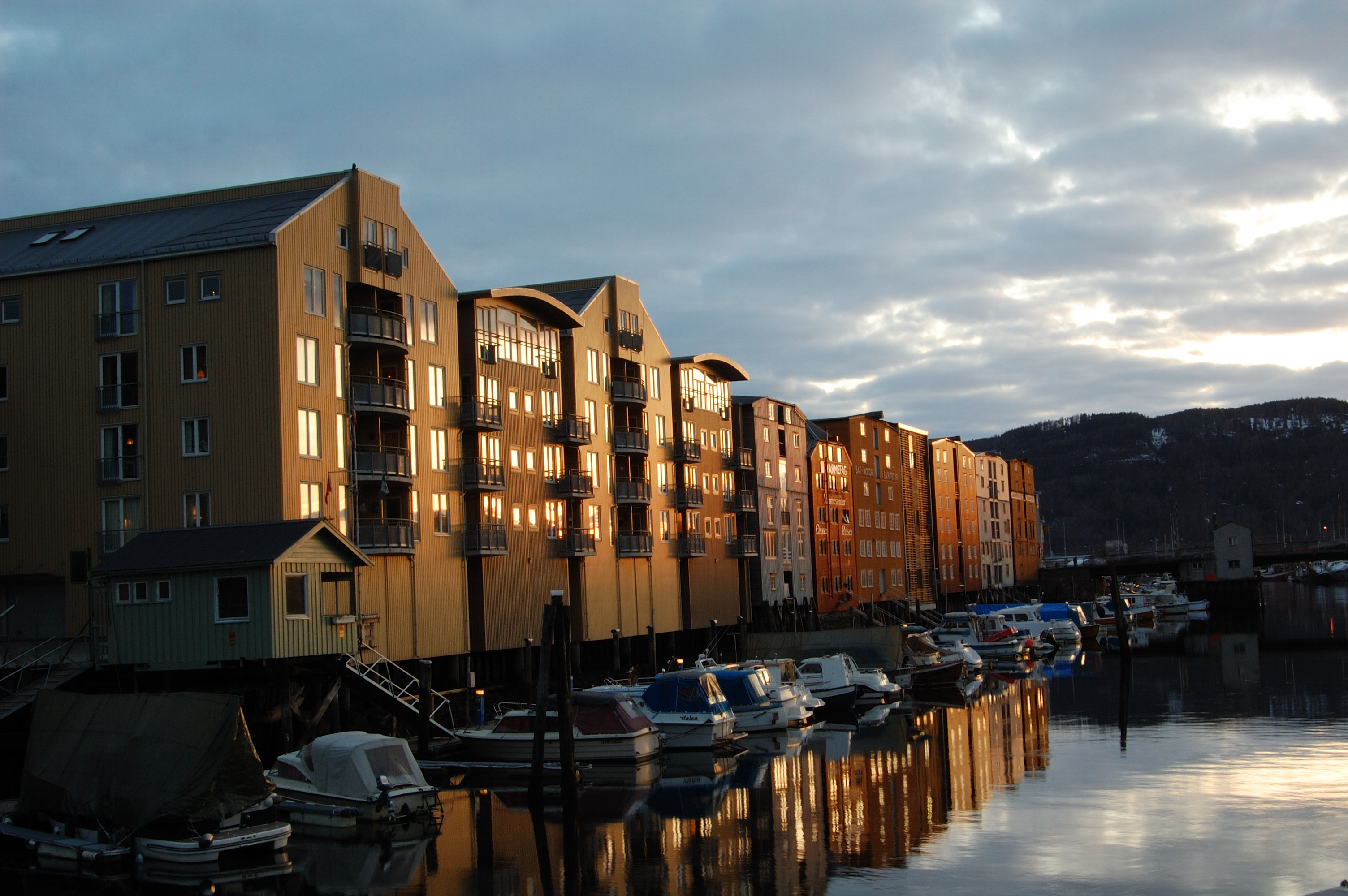
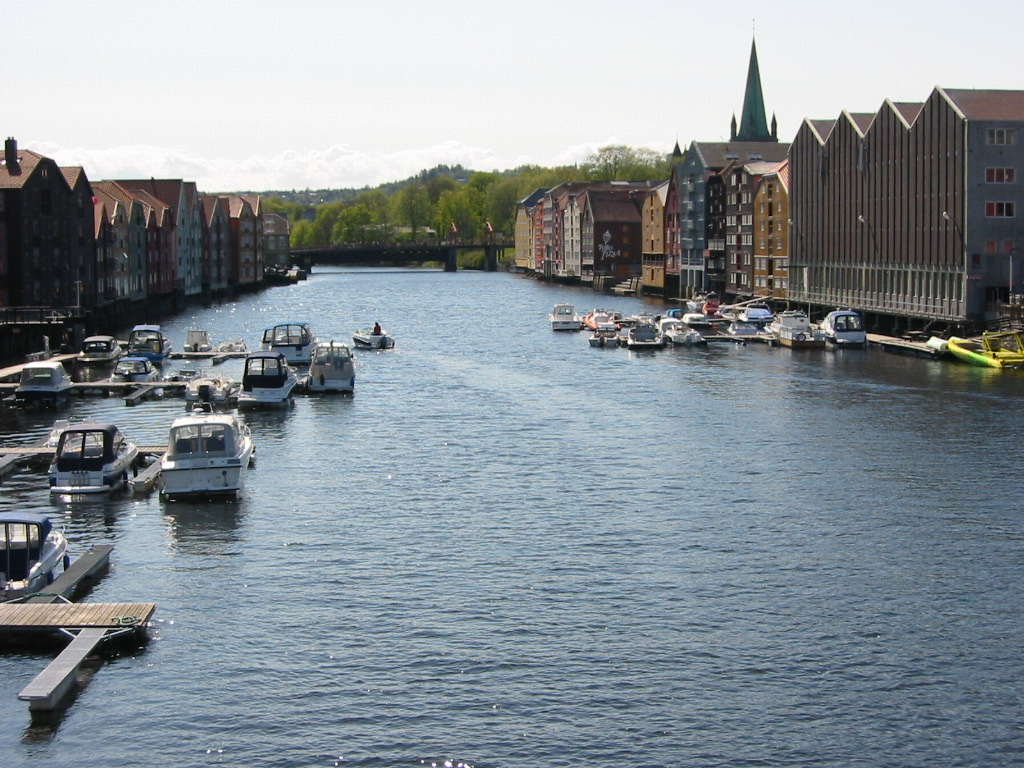
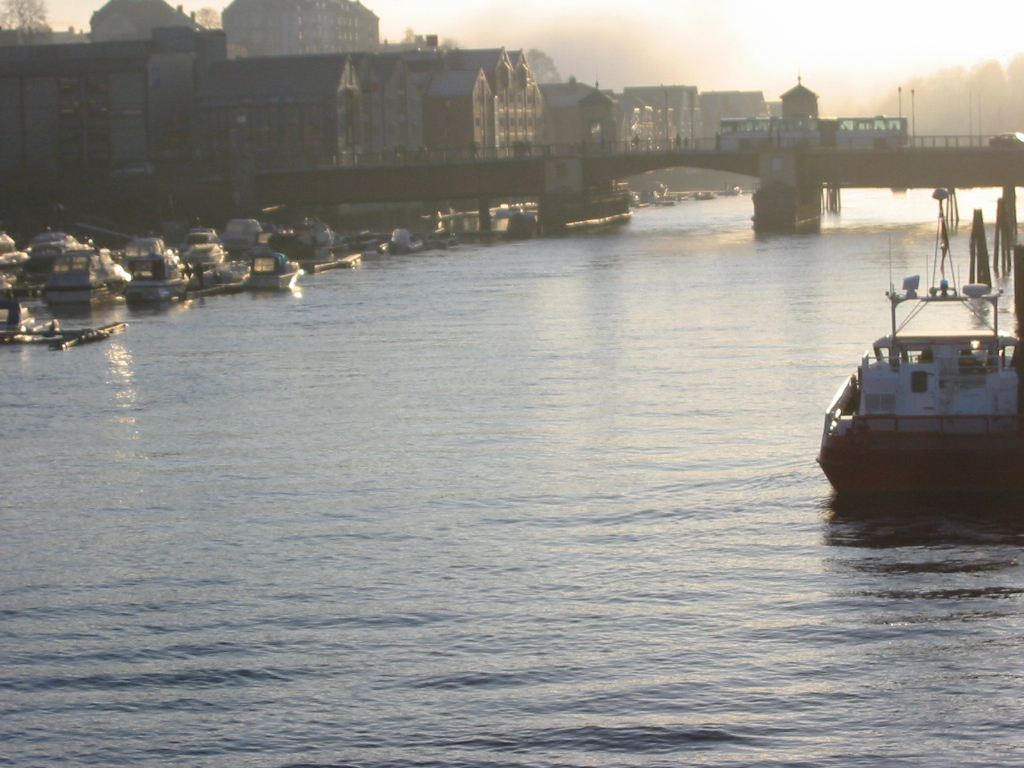